# 발루아의 마르그리트
발루아의 마르그리트(프랑스어: Marguerite de Valois, 1553년 5월 14일 ~ 1615년 5월 27일)는 프랑스 왕국의 공주로, 프랑스와 나바라 왕국의 왕 앙리 4세(나바라 왕국의 왕으로서는 헨리케 3세)의 첫 왕비이다. 마고 왕비(La Reine Margot)라는 별명으로도 잘 알려져 있다. 1994년 그녀의 일생을 영화화한 여왕 마고가 제작되었다.

## 유년기

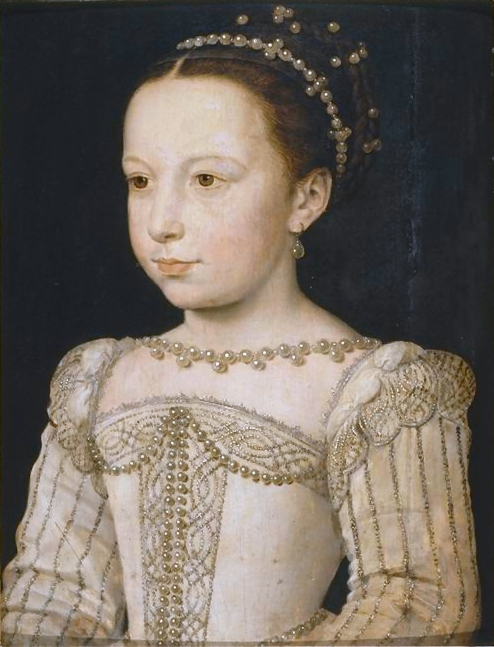
1560년경

1553년 생 제르멩에서 출생하였다. 아버지는 프랑스 왕 앙리 2세이며 어머니는 카트린 드 메디시스왕비이다. 두 부부의 막내딸로 태어난 마르그리트는 특히 오빠들에게 귀염받는 여동생으로서 '마고(Magot)'라는 특별한 애칭으로 불렸다.
기즈가의 당주 앙리 드 기즈와 사랑에 빠진 마르그리트는 그와 결혼하고자 하였으나 어머니인 카트린 드 메디시스의 방해로 뜻을 이루지 못하였다. 카트린 드 메디시스는 왕위에 대한 야심이 대단했던 데다가 가톨릭에 대한 지극한 헌신으로 대중들 사이에서는 발루아 왕가보다도 더 인기가 좋았던 기즈 가문이 왕의 딸과 결혼하여 정치적으로 더 강력해지는 것을 꺼려하였다. 또한 기즈 가문이 과거 자신의 정적이자 남편의 정부였던 디안 드 푸아티에를 정치적으로 지원했던 사실을 잊지 않고 있던 카트린 드 메디시스는 개인적으로도 기즈 가문을 몹시 싫어하여 기즈 가문에 대한 배려는 그들의 분가인 로렌 가문에 둘째 딸 클로드를 시집 보낸 것으로 충분하다고 여겼다. 결국 앙리 드 기즈는 1570년 카트린 드 메디시스와 샤를 9세의 명령으로 포르시앵의 미망인 공작 부인인 카트린 드 클레베와 결혼하였다.

## 결혼 협상

### 앙리 4세와의 만남
마르그리트의 남편감으로는 스페인 왕국의 왕 펠리페 2세의 후계자였던 돈 카를로스, 포르투갈 왕국의 왕인 세바스티앙 등이 제기되었으나 모두 협상 과정에서 흐지부지되었고, 결국 나바라 왕국의 여왕인 호아나 3세의 아들이자 후계자로 프랑스 개신교 진영의 수장인 헨리케(후일의 나바라의 헨리케 3세이자 프랑스의 앙리 4세)와의 결혼이 확정되었다. 가톨릭과 개신교라는 전혀 다른 진영에 속한 두 왕족의 이 같은 결혼은 가톨릭과 개신교 사이의 화합제스처로 받아들여졌고, 더욱이 발루아 왕가가 후사를 얻지 못할 경우 헨리케는 제 1 왕위계승자였으므로 발루아 왕족들의 입장에서는 모계로나마 프랑스 왕가에 합쳐질 수 있는 기회로 받아들여졌다.

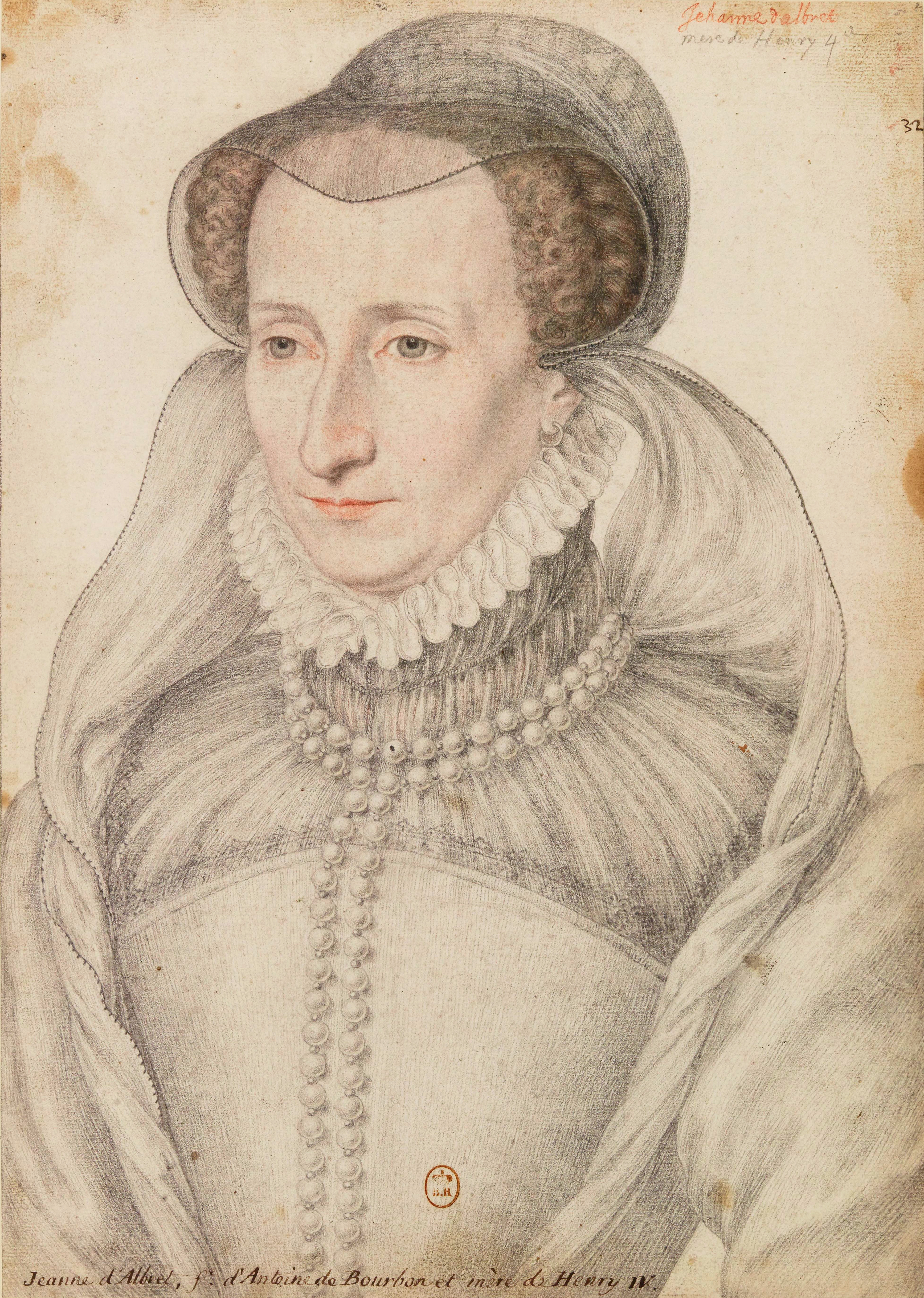
호아나 3세

### 강요된 결혼
협상 당시까지도 기즈 공작과 사랑에 빠져 있던 마르그리트는 외모상으로도 보잘 것 없는 데다가 가톨릭 신자인 자신과는 달리 개신교 신자인 헨리케와 결혼하는 것을 불쾌해하였으나 카트린 드 메디시스와 오빠인 샤를 9세의 강권에 못 이겨 결국 응낙하였다. 헨리케의 어머니인 호아나 3세 또한 마르그리트의 어머니인 카트린 드 메디시스를 신뢰하지 못할 사람으로 여긴 데다가 본인 또한 아들인 헨리케보다도 더욱 독실한 개신교 신자였으므로 가톨릭을 믿는 마르그리트 공주를 며느리로 맞아들이는 것을 못내 꺼려하였으나 왕의 딸과의 결혼이 실보다는 득이 더 많다고 여겼던 가신들의 요청에 결국 결혼을 수락하였다. 비록 호아나 3세는 정치적, 종교적으로는 이 결혼을 마땅찮게 여겼으나, 1572년 프랑스 궁정을 방문한 뒤 개인적으로는 마르그리트의 미모와 지성에 감탄하여 아들에게 "이 천사의 마음을 사로잡을 수 있도록" 몸단장에 조금 더 신경을 쓸 것을 코치하기도 하였다.

### 종교문제
결혼 여부에 대해서는 한 발짝 물러섰으나 종교 문제에 있어서는 물러날 생각이 없었던 호아나 3세는 아들 부부가 어느 기독교 교회의 예전에 맞춰 결혼할 것이며 결혼 후에는 어떤 기독교 교회를 믿을 것인지에 대해 확실하게 정하고자 하였으나, 결혼식을 두 달 앞둔 1572년 6월 8일 급작스럽게 사망하였다. 19세기 경까지도 호아나 3세의 급사는 카트린 드 메디시스가 그녀에게 보낸 독 묻은 장갑 탓인 것으로 여겨졌으나, 현대에는 호나아 3세의 지병이었던 폐결핵이 직접적인 사인이었다는 주장 또한 제기되고 있다.

## 결혼과 성 바르톨로메오 축일 학살

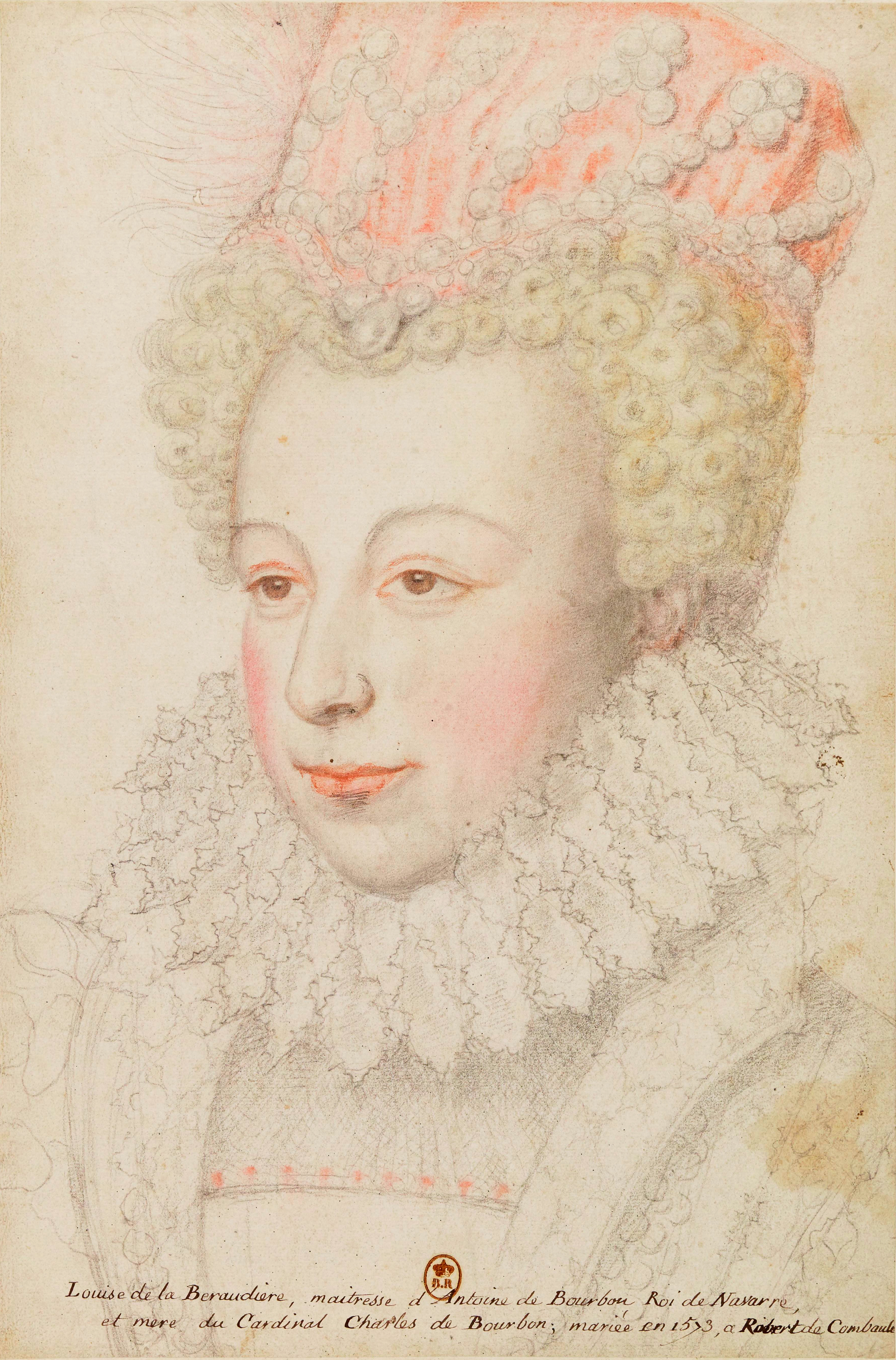
1573년경

그러나 호아나 3세의 죽음으로 더더욱 이 결혼을 개신교와 가톨릭 세력의 화합이라 주장하는 카트린 드 메디시스의 말을 믿지 못하게 된 헨리케 3세는 800명의 수행원과 함께 상복을 입고 파리에 입성하였고, 1572년 8월 18일 부르봉 추기경이 집전한 혼배성사가 집전되고 있는 노트르담 대성당 안에 들어가지도 않았다. 마르그리트 또한 혼배성사에는 참석했으나 비협조적인 태도로 일관하여 결혼을 서약하는 과정에서 예법대로 고개를 숙이지 않자, 오빠인 샤를 9세가 나서서 억지로 고개를 숙이게 하였다. 결혼 직후 마르그리트는 나바라 왕비로서 대내외에 알려졌다.
결혼으로부터 6일 뒤인 8월 24일, 성 바르톨로메오 성인 축일 전야에 강력한 개신교도들의 지도자 중 한 명이었던 가스파르 드 콜리니 제독이 앙리 드 기즈 공작에게 살해당한 것을 시작으로 성 바르톨로메오 축일 학살이 시작되었다. 혼란스러울 뿐 아니라 반 강제로 이루어진 결혼이었음에도 불구하고, 마르그리트는 신변이 위태로웠던 남편 헨리케 3세와 그의 개신교 가신들에게 구원의 손길을 내밀어 그들이 목숨을 부지할 수 있도록 도왔다고 믿어지고 있다. 학살 직후 간신히 살아남은 헨리케 3세는 사촌 동생인 콩데 공 앙리 드 콩데와 더불어 샤를 9세의 반 강요에 못 이겨 가톨릭으로 전향하였고, 9월 29일 공식적으로 가톨릭 미사에 참석하였다. 두 왕족은 반 감금 상태로 파리에 억류되었다.

## 감금과 파리 탈출

### 감금
1574년, 헨리케 3세에게 호의적이었던 샤를 9세가 24세의 나이에 결핵으로 사망하고, 앙주 공이자 폴란드의 왕이었던 왕제 앙리가 앙리 3세로 즉위하였다. 앙리 3세와의 관계가 좋지 않았던 마르그리트는 그의 즉위를 즉시 위협적인 것으로 간주하였고, 제1 왕위계승자이자 발루아 왕가 최후의 왕위계승자였던 동생 알랑송 공 에르퀼 프랑수아를 지지하였다. 남편인 헨리케 3세보다 동생이자 왕위계승자인 알랑송 공을 더 우선시했던 마르그리트는 결국 1575년 9월 15일 루브르의 창문을 통해 먼저 알랑송 공을 탈출시켰고, 개신교 신도와 온건 가톨릭 당파의 지지를 얻은 알랑송 공은 반란군의 지도자가 되어 강경 가톨릭파의 지도자였던 기즈 공과 맞서 싸웠다. 헨리케 3세 또한 1576년 2월 사냥을 빌미로 외출하였다가 가신인 도비녜와 마르그리트의 연인인 라 몰의 도움을 받아 뒤늦게 파리 탈출에 성공하였다. 천신만고 끝에 나바라 왕국의 수도인 베아르노(Bearno)에 도착한 헨리케 3세는 "내가 그곳(파리)에 두고 온 것 중에서 그리운 것은 오직 단 하나, 내 아내 마르그리트 드 발루아 뿐" 이라고 말했다고 전해진다. 헨리케 3세의 탈출을 도운 라 몰은 결국 그것을 빌미로 사형에 처해졌다.

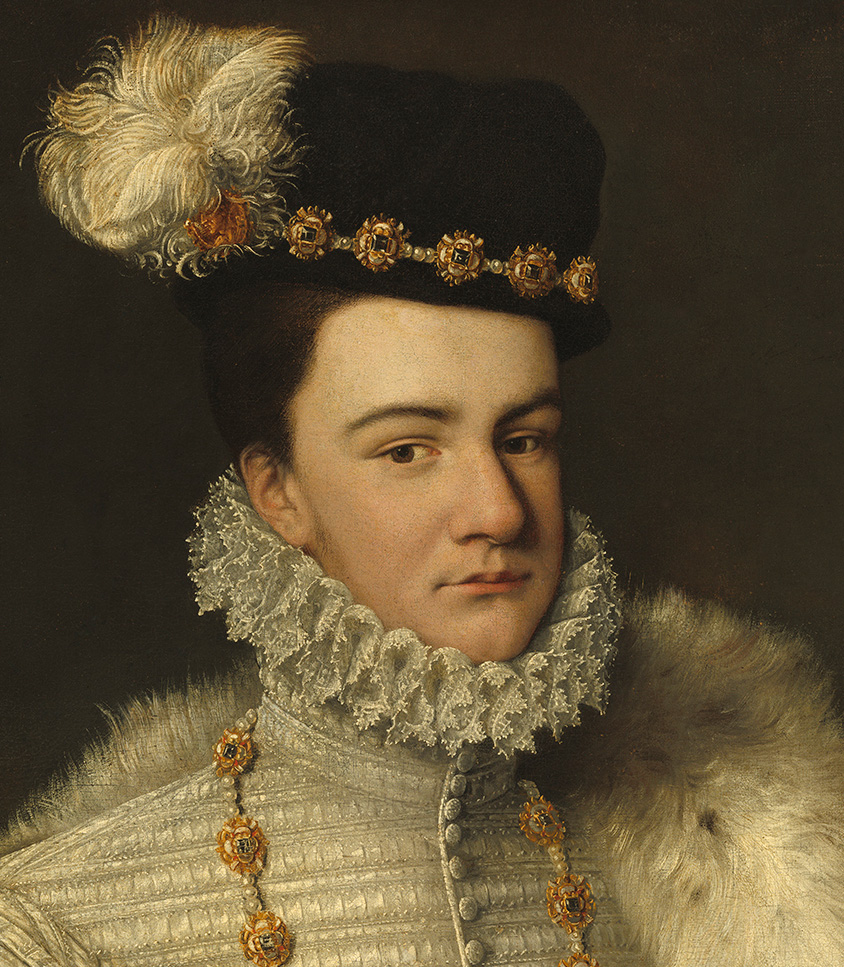
알랑송 공 에르퀼 프랑수아

### 마르그리트의 정치적 기반 공고화
동생과 남편이 모두 떠나고 마르그리트만이 파리에 남았으나, 그들이 반란군으로 변신하여 왕을 위협하는 처지에 놓이자 오히려 마르그리트의 정치적 기반은 더욱 공고해졌다. 마르그리트를 자유롭게 놓아줄 경우 그들과 합칠 것을 염려한 앙리 3세와 카트린 드 메디시스는 마르그리트가 파리를 떠나는 것을 허락하지는 않았으나 그녀를 중재인으로 하여 그들과 협상하고자 하였다. 앙리 3세가 동생 알랑송 공에게 먼저 양보하여 앙주 공의 지위와 막대한 영지를 내리자 마르그리트는 프랑스의 실질적인 실력자로 떠올랐다. 또한 양 진영 사이의 분위기가 누그러지자 마르그리트는 나바라 왕가의 적통 후사를 낳아야 한다는 명목하에 남편과도 화해하여 1578년 가스코뉴에서 헨리케 3세와 결합하였다. 그러나 4년간의 동거 생활과 마르그리트의 노력에도 불구하고 둘 사이에 자녀는 생기지 않았고, 둘 다 자유분방한 생활을 즐겨 수많은 연인들을 만들어내면서 부부 사이의 불화는 다시 심해졌다. 1582년 앙리 3세와 헨리케 3세 사이의 관계를 호전시키겠다는 명분하에 파리의 궁정에 되돌아온 마르그리트는 샹발롱의 영주인 자크 드 아를레와 또 다른 연인 관계를 유지하였다.

## 정치적 몰락과 아쟁 반란

### 궁정에서의 추방
1년 뒤인 1583년, 마르그리트는 여러 연인들과의 추문과 알랑송 공을 몰래 돕는다는 이유로 앙리 3세의 궁정에서 추방당하여 가스코뉴로 되돌아갔다. 마르그리트는 다시 헨리케 3세와 재결합하여 아이를 낳으려 했으나 더 이상 그녀와의 결혼 생활을 유지할 생각이 없었던 헨리케 3세는 냉정하게 이 제안을 거부하였다. 마르그리트에게 충실했던 동생 알랑송 공마저 네덜란드와 앤트워프에서의 대실패 이후 건강이 급속도로 나빠져 1584년 사망하면서 마르그리트의 정치적 영향력은 크게 약화되었다. 알랑송 공의 사망으로 제 1 왕위계승자가 된 헨리케 3세는 아내의 중재 없이 앙리 3세와 직접 교섭하는 것을 더 선호하였고, 강경 가톨릭 파를 지휘하며 권력을 과시하는 측근 기즈 공보다는 헨리케 3세를 더 신뢰할 만한 인물로 여겼던 앙리 3세 또한 이에 동의하면서 마르그리트는 그때까지 누려 왔던 두 왕 사이의 중재자의 역할마저 상실하였다. 1585년 3월 19일 아키텐의 아쟁으로 물러난 마르그리트는 그곳에서 은둔생활을 시작하였다.

### 반란
그때까지 알랑송 공과 헨리케 3세의 곁에서 온건 가톨릭파와 개신교 신자들을 지원했던 마르그리트는 이 시점을 경계로 옛 연인인 기즈 공이 이끄는 강경 가톨릭파로 돌아섰고, 강경 가톨릭파의 연맹인 신성 동맹이 세력을 떨치면서 그녀 또한 권력을 되찾았다. 그러나 마르그리트는 1585년 은둔지인 아쟁의 시민들이 그녀에게 대항하여 반란을 일으키면서 상트랄로 쫓겨났고, 1586년에는 앙리 3세의 포로가 되어 오베르뉴의 위송에 감금되었으며, 1588년에는 연인이자 동맹의 중심인 기즈 공이 앙리 3세의 손에 암살당하면서 완전히 권력을 잃고 말았다.

## 말년

### 앙리 4세
1589년 앙리 3세가 자크 클레맹에게 암살당하면서 마르그리트의 남편 헨리케 3세는 프랑스의 왕 앙리 4세로 즉위하였다. 비록 수장을 잃었으나 아직 건재했던 신성 동맹을 중심으로 개신교 신자인 앙리 4세에 대한 반감이 확산되면서 프랑스에서는 다시 내전이 시작되었다. 마르그리트 또한 이 반감에 동참하여 앙리 4세가 제대로 왕위를 계승 받지 못하도록 하기 위하여 노력하였고, 그러한 노력의 일환 중에는 반역의 범주에 드는 것들도 섞여 있었다. 그러나 신성 동맹을 격파하고 1593년 개신교에서 가톨릭으로 개종하면서 앙리 4세는 비로소 프랑스 국민들에게 진정한 군주로서 받아들여졌고, 1594년 3월 22일 파리에 입성하였다. 기나긴 프랑스 내전의 시발점이었던 종교 전쟁은 1598년 개신교에 대한 차별을 해소한 낭트 칙령의 발표로 막을 내렸다.

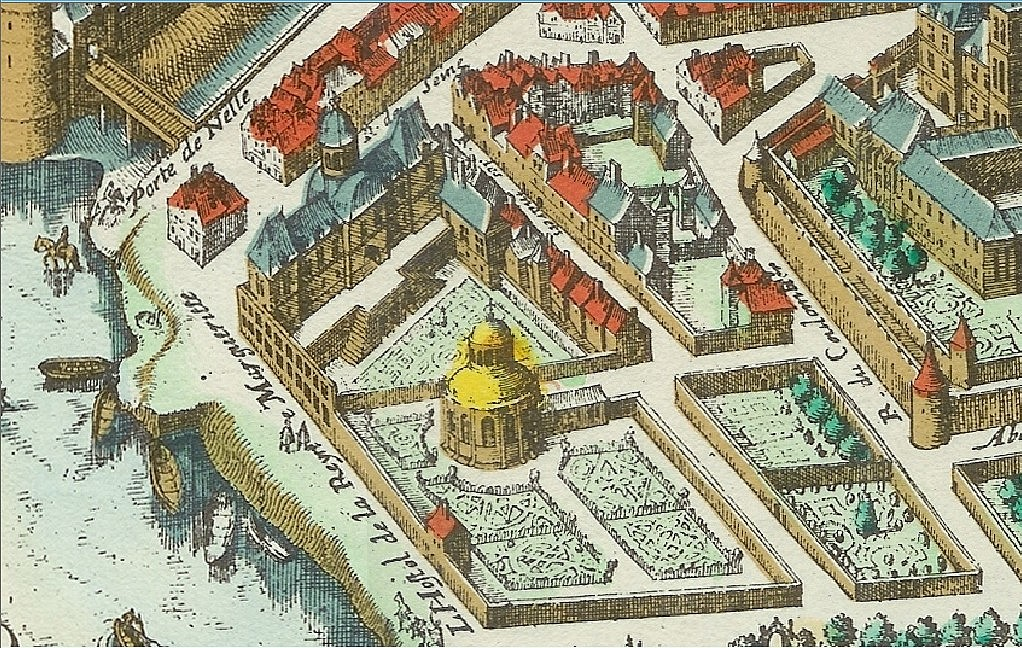
마르그리트의 파리 저택 전경

### 이혼과 죽음
앙리 4세는 비록 마르그리트의 구금 생활을 약간 풀어 주긴 하였으나 그녀를 자유의 몸으로 만들어 주지는 않았고, 여러 반역 혐의와 후계 문제를 이유로 마르그리트에게 이혼을 요청하였다. 그들의 결혼은 1599년 무효화되었으나 마르그리트는 왕비의 칭호와 연금을 계속 유지할 수 있었고, 여전히 왕의 딸로서의 지위를 인정받아 프랑스 왕족으로서 받아야 할 적합한 존경과 신분을 유지할 수 있었다. 앙리 4세는 마르그리트와 이혼한 뒤 자신이 가장 사랑한 정부이자 정치적 동맹자였던 가브리엘 데스트레를 왕비로 세우고자 했으나 그녀가 의문사하자 메디치 가문으로부터의 막대한 채무를 갚기 위해 메디치 가문의 딸이자 토스카나 대공의 조카딸인 마리 드 메디시스와 결혼하였다. 1605년 20년 만에 파리로 되돌아온 마르그리트는 곧 마리 드 메디시스와 친구가 되어 후일 그녀가 왕국의 섭정이 되어 삼부회를 주관하는 것을 열정적으로 옹호하였고, 전 남편인 앙리 4세와의 관계도 부부로 살던 시기보다도 훨씬 호전되어 오랜 친구 같은 관계를 유지하였다. 특히 자신에게 자녀가 없는 점을 안타까워했던 마르그리트는 마리 드 메디시스 소생의 적자들은 물론이고,정부들이 낳은 서자들까지도 모두 귀여워했다. 자신의 파리 저택에서 문학계의 명사들과 교류하며 여생을 보내던 마르그리트는 1615년 파리에서 사망하였다.

### 자서전
그녀의 사후 1628년 출간된 자서전은 당시로서는 보기 드물게 여성이 자기 자신은 물론이고 당대의 정치, 외교상을 총망라하여 평가했을 뿐 아니라 두 오빠인 샤를 9세와 앙리 3세와의 근친상간을 참회하는 등 충격적인 고백을 포함하여 당대의 센세이션을 불러일으켰다.

## 같이 보기
- 마거리트 드 라발레(Marguerite de Ravalet)
- 어거스터 리(Augusta Leigh)

## 참고 문헌
- 장 오리외, 이재형 역. 카트린 드 메디치. 들녘. 2005